# Шерья
Шерья — село в Нытвенском городском округе Пермского края.
Село Шерья расположено в центральной части Нытвенского района на реке Шерья. Расстояние от села до города Нытва составляет около 13 км.

## История
Село выросло при Шерьинском мужском монастыре, основанном в 1675 г. Первоначальное название — «Богородицкая пустыня над Шерьей речкой». В районе есть ещё деревня Усть — Шерья (ранее Шерья), известная с 1647 г. как Шорья.
Название поселка имеет коми-пермяцкое происхождение.
Развитие села исторически связано с сельским хозяйством. До 2020 г являлось центром Шерьинского сельского поселения Нытвенского района.

## Экономика
Экономика села Шерья зависит от сельского хозяйства. Основным предприятием села является ООО Шерья.
Окрестности Шерьи живописны, село является популярным местом для строительства загородной недвижимости. Вблизи села расположена горнолыжная база (в данный момент закрыта, выставлена на продажу).

## Социальная сфера и культура
В селе Шерья расположены детский сад, общеобразовательная школа, библиотека, Дом культуры, фельдшерско-акушерский пункт, а также несколько магазинов.
В северо-западной части села находится действующая православная церковь XVIII в., оставшаяся от монастыря.